# Bahaia sceletaria
Bahaia sceletaria är en fjärilsart som beskrevs av Dyar 1924. Bahaia sceletaria ingår i släktet Bahaia och familjen tandspinnare. Inga underarter finns listade i Catalogue of Life.